# Jana Moravcová
Jana Moravcová, provdaná Jana Neumannová (8. květen 1937 Černčice u Loun – 12. červen 2018), byla česká spisovatelka, překladatelka a redaktorka. Psala literaturu pro děti, poezii, detektivky i práce z oblasti science-fiction.

## Životopis
Po složení maturity (gymnázium v Lounech) v roce 1955 a absolvování Vysoké školy ruského jazyka a literatury v Praze, obor překladatelství a nakladatelství pokračovala ve studiu na Filozofické fakultě Karlovy univerzity, zde obor slovanská filologie a získala později i titul PhDr. Po studiích v roce 1959 nastoupila do nakladatelství Svět sovětů, později přejmenovaného na Lidové nakladatelství. Zde působila jako redaktorka a zástupkyně šéfredaktora do roku 1975. V letech 1961 až 1963 práci v nakladatelství přerušila, působila na Kubě jako lektorka slovanských jazyků. Od roku 1975 byla zástupkyní šéfredaktora Československého spisovatele a v roce 1991 byla v nakladatelství archivářkou.
Provdala se za profesora pražské univerzity, literárního historika Bohumila Neumanna a v občanském životě používala příjmení Neumannová.

## Dílo
Překládala ze španělštiny a ruštiny. Přeložila některé práce T. Jeseninové, K. Simonova, V. Vysockého.

### Knihy pro děti
- O zlobivém delfínkovi (1969)
- Mořské pohádky (1970)
- Pohádky stříbrného delfína (1973)
- Pohádky pro každé počasí (1976)
- Zátiší s citadelou (1978)
- Poklad Kryštofa Kolumba (1987)
- Prázdniny s Monikou (1994)
- Eva s modrým snem (1981)

### Sbírky básní
- Veselý rok (1970)
- Sněhokruh (1974)
- Zrození (1976)
- Od moře přicházím (1977)
- Tichý kormorán (1979)
- Chvíle závrati (1985)
- Dobrý déšť (1988)
- Přesýpací vteřiny (1990)

### Sbírky povídek SF
- Klub neomylných (1973)
- Klub omylných (1983)
- Brána porozumění (1985)
- Čas věčnosti (1989)
- Strach má dlouhé nohy (1991)

Řada samostatných povídek byla otištěna v různých antologiích..

### Detektivky
- Strach má dlouhé nohy: Příběhy pro toho, kdo se rád bojí – 1991, povídková kniha
- Skandál s arsénem, povídky
- Spiknutí mrtvých duší
- Dokud je smrt nerozdělí
- Strach nechodí po horách
- Případy vlídného detektiva – povídky
- Vražda v lázních Luhačovice (2004)
- Smrt nenosí brýle (2005)
- Pinč baskervillský (2007)

### Další práce
- Archanděl Houbeles (1979), humoristický příběh
- Gepard je nejrychlejší (1983), román
- Třináct barev lásky, povídky